# Claude Belot
Pour les articles homonymes, voir Belot.
Claude Belot, (né le 11 juillet 1936), est un homme politique, sénateur et universitaire français. Titulaire d'une agrégation en géographie, il a été professeur d'université avant de se consacrer à une carrière politique. Il a servi en tant que Sénateur de la Charente-Maritime de 1989 à 2014, affilié à l'Union pour un mouvement populaire (UMP). Il a également eu deux mandats significatifs en tant que Maire de Jonzac, d'abord de 1977 à 2001, puis de nouveau de 2008 à 2020, totalisant 36 ans dans cette fonction.

## Carrière politique
Agrégé de géographie, diplômé de l'Institut d'administration des entreprises, il est :
- Conseiller municipal de Jonzac depuis 1977 (maire de 1977 à 2001 puis de nouveau à partir de 2008).
- Président de la communauté de communes de la Haute-Saintonge depuis 1993.
- Conseiller général du canton de Jonzac de 1970 à 2008 (président du Conseil général de la Charente-Maritime de 1994 à 2008).
- Sénateur de la Charente-Maritime de 1989 à 2014.

Au Sénat, il était : 
- Membre du groupe de l'Union pour un mouvement populaire (UMP),
- Vice-Président de la  commission des finances, du contrôle budgétaire et des comptes économiques de la Nation,
- Président puis vice-président de la délégation sénatoriale aux collectivités territoriales et à la décentralisation,
- Vice-Président de la  délégation à l'aménagement et au développement durable du territoire.

En 2008, Claude Belot a été élu maire de Jonzac dès le premier tour avec 55,43 % des voix, face à Gilles Clavel, le candidat du Parti socialiste, qui a recueilli 44,57 % des voix. En 2014, Claude Belot a été réélu maire de Jonzac dès le premier tour avec 69,48 % des voix. Cette fois, il était opposé à Jack Ros, candidat socialiste, qui a obtenu 30,52 % des voix.
Après trois mandat au sein du Sénat, il ne se représente pas lors de l'élection sénatoriale de septembre 2014.
En 2022, Claude Belot, ancien maire de Jonzac et ex-président du Conseil départemental,a exprimé son soutien à Raphaël Gérard, candidat de la majorité présidentielle, La République En Marche (LREM), en raison de son intégrité et son dévouement au travail. Il critique également la candidate des Républicains, Françoise de Roffignac, pour son manque de clarté politique. Belot, bien que de droite, appuie le candidat R.Gérard pour son engagement envers les communautés rurales, en mettant l'accent sur la lutte contre les déserts médicaux et pour éviter un vote de protestation dans ces régions.

## Engagements
Du fait de sa profession de géographe et géologue, l'un des projets phares de Claude Belot a été l'exploitation géothermique lancée dans les années 1980. Le premier forage réussi en 1979, atteignant une profondeur de 1 860 mètres pour extraire de l'eau à 65 °C, a marqué un tournant pour la ville et a permis d'alimenter dès 1986 le chauffage du centre-ville de Jonzac et un centre nautique, faisant de cette ressource naturelle un pilier économique pour la commune.
La mise en valeur de cette eau chaude, reconnue pour ses vertus thérapeutiques, a conduit à la création d'un centre aquatique "Les Antilles de Jonzac" et des thermes. Depuis leur ouverture, la station thermale est devenue le poumon économique de la ville, attirant annuellement 17.000 curistes. L'engagement de Claude Belot en faveur de la géothermie et sa promotion tout au long de sa carrière ont joué un rôle dans l'amélioration de l'attrait économique de Jonzac, grâce à l'exploitation des ressources naturelles de la ville.

### Mandat
- Président de la communauté de communes de la Haute-Saintonge

## Distinction
- Chevalier de l'ordre national de la Légion d'honneur (depuis le 14 juillet 2015[5])